# آلف إينغ هالاند
آلف إينغ هالاند (بالنرويجية البوكمول: Alf-Inge Håland)‏ مواليد 23 نوفمبر 1972 في ستافانغر، هو لاعب كرة قدم نرويجي سابق كان يلعب كمدافع. سبق له أن لعب في كأس العالم لكرة القدم مع منتخب بلاده. لعب خلال مسيرته 259 مباراة سجل خلالها 36 هدفاً.

## المسيرة الاحترافية

### أندية لعب لها
- نوتينغهام فورست
- ليدز يونايتد
- مانشستر سيتي

## روابط خارجية
- آلف إينغ هالاند على موقع IMDb (الإنجليزية)
- آلف إينغ هالاند على موقع الاتحاد الدولي (مؤرشف)  (الإنجليزية)
- آلف إينغ هالاند على موقع اتحاد النرويج (النرويجية)
- آلف إينغ هالاند على موقع قاعدة بيانات كرة القدم.إي يو (الإنجليزية)
- آلف إينغ هالاند على موقع ناشيونال فوتبول تيمز (الإنجليزية)
- آلف إينغ هالاند على موقع Soccerbase.com (لاعب) (الإنجليزية)
- آلف إينغ هالاند على موقع Soccerway.com (الإنجليزية)
- آلف إينغ هالاند على موقع عالم كرة القدم.نت (الإنجليزية)